# تقنية النانو في الخيال

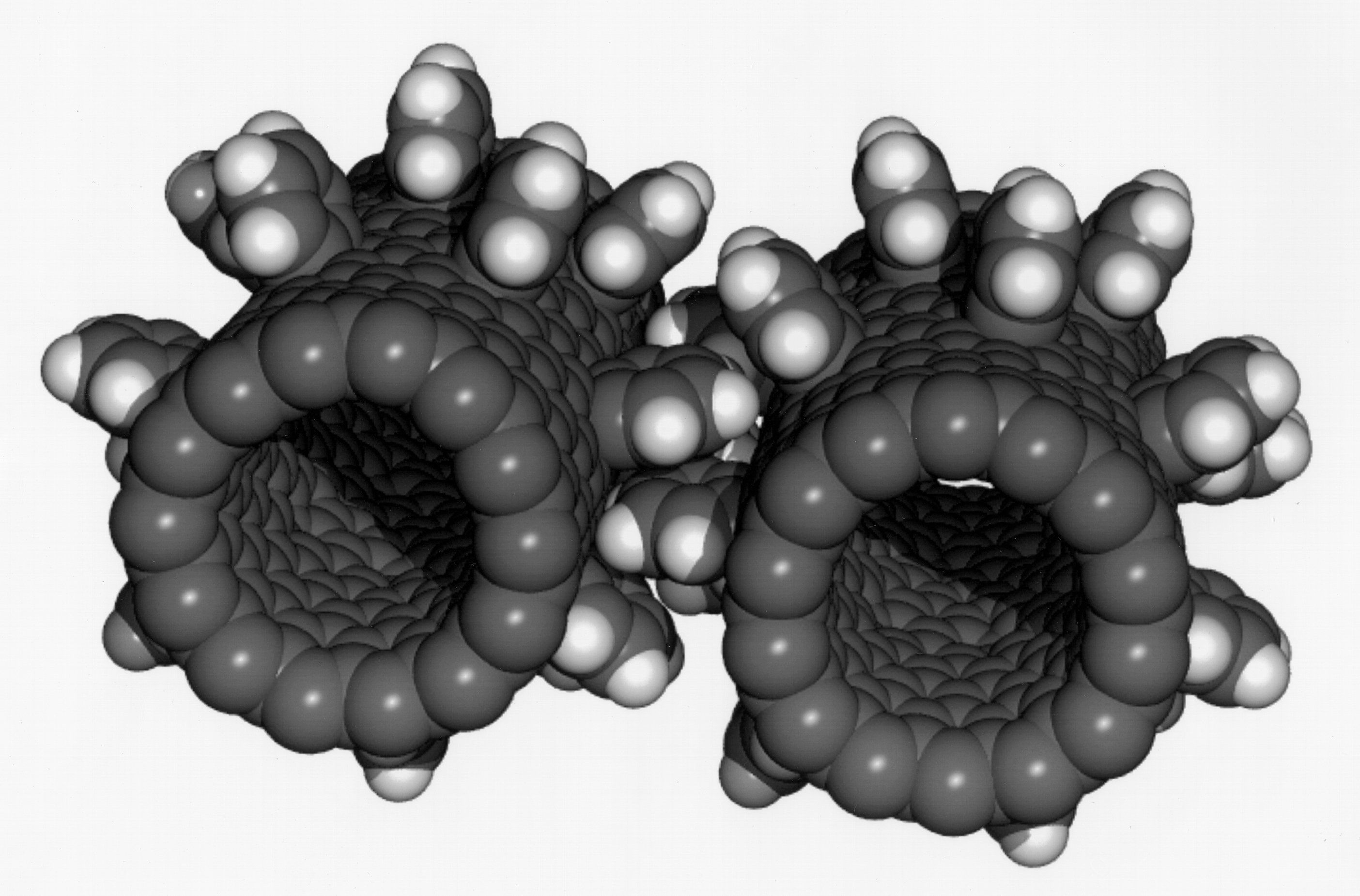
الفوليرين النانوي

تقنية النانو بالخيال العلمي تم استخدام مصطلح تقنية النانو في الخيال العلمي كثيرا، فقد جذبت اهتمام العلماء منذ زمن. وأول استخدام للمفاهيم المميزة لتكنولوجيا النانو كان في «هناك الكثير من الغرفة في القاع»، وهو محاضرة قدمها الفيزيائي ريتشارد فاينمان في عام 1959. وفي عام 1987 قدَّم ك اريك دريكسلر في كتاب «محركات الخلق» مقدمة عامة لمفهوم تقنية النانو. ومنذ ذلك الحين، وتقنية النانو قد استخدمت في كثير من الأحيان، ومجموعة متنوعة من الخيال العلمي، وغالبا ما كانت تذكر كمبرر لأمور غير عادية أو بعيدة المنال الأمور واردة في الخيال المحض.

## اطلع على
- غراي غو